# 최영철 (시인)
최영철(1956년 ~ )은 대한민국의 시인이다. 1956년 경상남도 창녕에서 태어나 부산광역시에서 성장했다. 1986년 《한국일보》 신춘문예에 시가 당선되어 본격적인 작품 활동을 시작했다. 제2회 「백석문학상」, 2010년 제10회 「최계락문학상」, 2011년 제6회 「이형기문학상」을 수상했다. 

## 약력
- 1986년 《한국일보》 신춘문예 시 당선 등단
- 2000년 제2회 「백석문학상」 수상
- 2010년 제10회 「최계락문학상」수상
- 2011년 제6회 「이형기문학상」수상
- 「외국문학」편집장 역임
- 문화비평지「관점 21 게릴라」편집위원 역임
- 부산예술대학 문예창작과 교수 역임

## 수상
- 2000년 제2회 「백석문학상」
- 2010년 제10회 「최계락문학상」
- 2011년 제6회 「이형기문학상」

## 저서

### 시집
- 《아직도 쭈그리고 앉은 사람이 있다》(열음사, 1987)
- 《가족사진》(생각하는백성, 1991)
- 《홀로 가는 맹인 악사》(푸른숲, 1994)
- 《야성은 빛나다》(문학동네, 1997)
- 《일광욕하는 가구》(문학과지성사, 2000)
- 《개망초가 쥐꼬리망초에게》(문학과경계, 2001)
- 《그림자 호수》(창작과비평사, 2003)
- 《호루라기》(문학과지성사, 2006)
- 《찔러본다》(문학과지성사, 2010)
- 《금정산을 보냈다》(산지니, 2015)
- 《말라간다 날아간다 흩어진다》(문학수첩, 2018)

### 산문집
- 《우리 앞에 문이 있다》(빛남, 1993)
- 《나들이 부산》(해성, 2002)
- 《동백꽃, 붉고 시린 눈물》(산지니, 2008)
- 《시의 향기를 찾아서》(시로, 2019)

### 동화
- 《나비야 청산 가자》(문학과경계, 2005)